# Festuca chrysophylla
Festuca chrysophylla Phil., 1891 è una pianta erbacea della famiglia delle Poacee (o Gramineae, nom. cons.), diffusa in Sud America.

## Descrizione
È un'erba perenne, che raggiunge un'altezza fra i 15 e i 25 cm.

## Distribuzione e habitat
Questa specie cresce in Perù, Bolivia, Cile e Argentina.